# Пшеглонд
Пшеглонд (пол. Przegląd, «Обзор») — общественно-политический еженедельник, издаваемый с 20 декабря 1999 года в Варшаве. Еженедельник не связан ни с какой политической партией или финансовой группой, носит левый, светский и проевропейский характер.

## Редакционная политика
Редакционная коллегия отдаёт предпочтения мнениям, которые становятся на защиту демократических норм, прав женщин, меньшинств и противоположны нетерпимости и ксенофобии. Редакция критически смотрит на действия иерархов Католической Церкви и поддерживает отделение Церкви от государства.

## Авторы
На страницах еженедельника публиковались и публикуются: Войцех Ярузельский, Ежи Урбан, Станислав Лем, Богуслав Либерацкий, Гжегож Колодко, Тадеуш Ивиньский, Кшиштоф Тёплиц, Роберт Бедронь и другие известные люди.